# Alfred A. Burnham
Alfred Avery Burnham (* 8. März 1819 in Windham, Connecticut; † 11. April 1879 ebenda) war ein US-amerikanischer Politiker. Zwischen 1859 und 1863 vertrat er den dritten Wahlbezirk des Bundesstaates Connecticut im US-Repräsentantenhaus.

## Leben
Nach der Grundschule und einem Jahr an einem College studierte Alfred Burnham Jura und wurde im Jahr 1843 als Rechtsanwalt zugelassen. Daraufhin begann er in seinem Heimatort Windham in diesem Beruf zu arbeiten. Außerdem schlug er eine politische Laufbahn ein. In den Jahren 1844, 1845, 1850 und 1858 wurde er in das Repräsentantenhaus von Connecticut gewählt; 1858 war er erstmals Präsident des Hauses. Im Jahr 1847 war er als Protokollführer beim Staatssenat angestellt. Burnham wurde Mitglied der 1854 gegründeten Republikanischen Partei. Im Jahr 1857 wurde er zum Vizegouverneur von Connecticut gewählt.
Bei den Kongresswahlen des Jahres 1858 wurde er im dritten Distrikt von Connecticut in das US-Repräsentantenhaus in Washington, D.C. gewählt, wo er am 4. März 1859 die Nachfolge von Sidney Dean antrat. Nach einer Wiederwahl im Jahr 1860 konnte er bis zum 3. März 1863 zwei Legislaturperioden im Kongress absolvieren, die von den Ereignissen vor und zu Beginn des Bürgerkrieges geprägt waren. Im Kongress erlebte er den Rückzug der Abgeordneten aus den Südstaaten und den Kriegsausbruch. Im Jahr 1862 verzichtete Alfred Burnham auf eine weitere Kandidatur.
Auch nach seiner Zeit im US-Repräsentantenhaus blieb Burnham politisch aktiv. Im Jahr 1870 wurde er noch einmal in das Repräsentantenhaus von Connecticut gewählt. Dort wurde er erneut Präsident der Kammer. Alfred Burnham starb am 11. April 1879 in seinem Geburtsort Windham und wurde dort auch beigesetzt. Er war mit Mary Belden (1834–1914) verheiratet.